# Blanche Deschamps-Jéhin
Blanche Deschamps-Jéhin (Lió, 18 de setembre de 1857 - París, juny de 1923) fou una soprano francesa.
Estudià en el Conservatori de la seva ciutat natal i després en el de París. Debutà en el Théâtre de la Monnaie de Brussel·les el 1879 i va conquerir des d'aquell dia el favor del públic. D'allà passà a l'Òpera amb el mateix èxit, quan va destacar en la Carmen de Bizet, en el Mefistofele d'Arrigo Boito i en Els mestres cantaires de Nuremberg de Wagner.

## Carrera
Va estudiar a Lió i París, abans de fer el seu debut operístic professional el 1879 en el paper protagonista de Mignon d'Ambroise a La Monnaie de Brussel·les. Va continuar la seva carrera en aquest establiment durant uns anys, sobretot interpretant el paper protagonista en l'estrena de lHérodiade de Jules Massenet el 1881, i Uta en la creació de Sigurd d'Ernest Reyer el 1884.
Després es va unir al grup de l'Opéra-Comique a mitjans de la dècada de 1880 i va cantar allà durant més d'una dècada. Va interpretar els papers de Margared en la creació de Le Roi d'Ys d'Édouard Lalo (1888), Madame de la Haltière a Cendrillon de Massenet (1899), i la Mare en la creació de Louise de Gustave Charpentier. També va cantar ocasionalment a l'Òpera de Montecarlo on va crear el paper protagonista dHulda de César Franck (1894), i el paper de la baronessa a Chérubin de Massenet (1905). El 1891, va fer la seva primera presentació a l'Òpera de París interpretant Léonor a La Favorite de Gaetano Donizetti, després interpretant Fidès a Le Prophète de Meyerbeer, Amneris a Aïda de Verdi, Hedwige a Guillaume Tell de Rossini, Dalila Samson et Dalila de Camille Saint-Saëns, Gertrude a Hamlet Ambroise Thomas, Ortrude (Lohengrin de Wagner), i Véronique a Messidor d'Alfred Bruneau (1897). El seu repertori també inclou Carmen, Azucena (Il trovatore), Erda Siegfried i Brangäne (Tristany i Isolda), que va crear a França (10 de setembre de 1897, al "Théâtre du Grand Cercle du Casino" d'Èx-los-Bens Savoia).
El 1890 va contraure matrimoni amb Léon Jehin, ex director d'orquestra del Théâtre de la Monnaie. Va cantar arreu dels teatres europeus.